# Socialismo no Brasil
Pensa-se que a história do movimento socialista no Brasil remonta à primeira metade do século XIX. Existem documentos que evidenciam a difusão de ideias socialistas desde então, mas essas foram, no entanto, iniciativas individuais sem capacidade de formar grupos com ativismo político real. A história dos conceitos mostra que socialismo não se refere necessariamente ao comunismo e que a associação de ambos à doutrina marxista é anacrônica em seu início: os termos foram distinguidos no Brasil desde o século XIX.

## História

### Império
Socialismo refere-se em geral a quaisquer propostas e movimentos de reivindicações sociais, principalmente após o avanço da consciência política, de liberdade e igualdade, e com as questões da Revolução Industrial. Pode-se distinguir uma classificação de socialismo utópico e socialismo materialista. É aos ideais do primeiro que pertenceram as manifestações sociais no Brasil na primeira metade do século XIX, como um socialismo de característica ético-religiosa, divulgado principalmente em artigos em diversos jornais do Rio de Janeiro. O socialismo carioca tinha inspiração francesa, sendo divulgados na imprensa conceitos de Fourier, Saint-Simon e também de Victor Considerant, além de outras diversas doutrinas afeitas às questões sociais e ao catolicismo, como a emancipação social, filantropia, além da homeopatia e da teoria educativa de Joseph Jacotot como instrumentos emancipadores. Destaca-se a vinda dos fourieristas João Vicente Martins, médico português, e Benoît Mure, francês, este último tendo publicado artigos, criado em 1845 o jornal O Socialista e inclusive chegou a fundar o Falanstério do Saí em Santa Catarina. Mure repudiava ser alcunhado de anarquista ou comunista, termos que eram confundidos em ataques ao socialismo. Foram também essas inspirações éticas, iluministas e cristãs as do filósofo Antônio Pedro de Figueiredo, que as divulgava em Pernambuco em seu jornal O Progresso, a partir de 1846, e que definiu em seus princípios: “O socialismo não é uma doutrina, ainda não passa de uma aspiração; mas esta tende a reformar o estado social atual em prol do melhoramento moral e material de todos os membros da sociedade”. O caráter do socialismo no século foi em geral pacífico e evolucionista, com a publicação de reivindicações das classes trabalhadoras, críticas e propostas ao governo, enquanto as ideias de uma revolução do proletariado não ganharam destaque. Apenas após 1848, com a Primavera dos Povos na Europa, que se intensificou na imprensa brasileira o uso do termo "comunista", em geral para depreciar os ideais socialistas, em referência aos críticos sociais franceses, como Rousseau, Proudhon e Louis Blanc, juntamente com o surgimento da palavra "anticomunista".
Durante o período Imperial, Joaquim Nabuco, um luzia membro do Partido Liberal, também se destacou como expoente de ideais socialistas, ainda que considerado um "revolucionário conservador", pois era defensor da monarquia. Em discurso à câmara dos deputados em 24 de agosto de 1885, ele afirmou: "a política interna toda do Príncipe de Bismarck, bastaria para provar que nas monarquias as mais aristocráticas há uma tendência liberal e profunda e de caráter socialista, que a Monarquia deve acompanhar, para não ser arrebatada por ela tendo faltado aos seus deveres, todos mesmo, para as classes conservadoras que a querem monopolizar e separar do povo". Nabuco defendeu propostas do georgismo de socialismo agrário para a reforma agrária e educação dos libertos após a abolição da escravatura, em uma época em que o campesinato era ignorado pelos primeiros movimentos socialistas no Brasil (apesar de que a maioria da população estava no campo). Sobre essa doutrina, afirmou em seu livro Henry George (Nacionalização do Solo. Apreciação da Propaganda para Abolição do Monopólio Territorial na Inglaterra) (1884): "esse novo Evangelho da Democracia socialista anglo-saxônica". Retomando linhas socialistas da Revolução Praieira de 1848, ele analisa: “O povo julga o seu direito tão extenso como sua vontade, sobretudo quando luta com as classes que se servem de delongas infinitas da lei para conservarem os seus privilégios e perpetuarem seus abusos".

### República Velha (1889-1930)
Em 1892, o Primeiro Congresso Socialista do Brasil ocorreu no Rio de Janeiro. Mais tarde naquele ano, em São Paulo, ocorreu outro Congresso Socialista, independente deste último. Nesse mesmo ano, foi fundado no Rio de Janeiro o Partido Operário Socialista. Este é considerado o primeiro partido socialista do Brasil. Em 1895, também no Rio, foi fundado o Partido Socialista Operário. Nesse mesmo ano, Silvério Fontes, considerado o primeiro brasileiro marxista, lançou o Centro Socialista de Santos, que em breve publicado na revista socialista A Questão Social e o jornal O Socialista.
O primeiro grande partido socialista do país foi fundado em 1902 em São Paulo, sob os auspícios do imigrante italiano Alcebíades Bertollotti, que já foi responsável pelo Avanti, o jornal oficial do Partido Socialista Italiano. No mesmo ano, foi fundado no Rio de Janeiro o Partido Socialista Coletivo, liderado por Vicente de Sousa, professor do Colégio Pedro II, e Gustavo Lacerda, jornalista e fundador da Associação Brasileira de Imprensa – ABI. Em 1906, foi fundado o Partido Operário Independente; ele criou uma "universidade popular", que teve como instrutores Rocha Pombo, Manuel Bomfim e José Veríssimo. 
A difusão de ideias socialistas aumentou durante a Primeira Guerra Mundial, mas a maioria dos grupos de esquerda brasileiros ainda estava alienada do público em geral. Em junho de 1916, Francisco Vieira da Silva, Toledo de Loiola, Alonso Costa e Mariano Garcia lançaram o Manifesto do Partido Socialista Brasileiro. Em 01 de maio do ano seguinte, o Manifesto do Partido Socialista do Brasil foi lançado, assinado por Nestor Peixoto de Oliveira, Isaac Izeckson, e Murilo Araújo. Este grupo lançou Evaristo de Morais para a Câmara dos Representantes e publicou dois jornais, Folha Nova e Tempos Novos, ambos de curta duração. 
Em dezembro de 1919, a Liga Socialista foi formada no Rio de Janeiro. Seus membros começaram a publicar a revista Clarté em 1921, com o apoio de Evaristo de Morais, Maurício de Lacerda, Nicanor do Nascimento, Agripino Nazaré, Leônidas de Resende, Pontes de Miranda, entre outros. O grupo estenderia sua influência a São Paulo, com Nereu Rangel Pestana, e a Recife, com Joaquim Pimenta. Em 1925, foi lançado um novo Partido Socialista do Brasil, também formado pelo grupo liderado por Evaristo de Morais. 
A fundação do Partido Comunista Brasileiro (PCB) em 1922 e seu rápido crescimento sufocou as dezenas de organizações anarquistas que tinham tomado um papel importante na realização de grandes greves durante a década anterior. O PCB realizou grandes greves ao longo dos anos 1920. Ainda durante o período anterior à Revolução de 1930 e à ascensão ao poder de Getúlio Vargas, Maurício de Lacerda lançou a curta Frente Unida das Esquerdas, cujo objetivo era escrever um esboço de constituição socialista para o Brasil. A agitação política do período incluiu um movimento no contexto das revoltas tenentistas, liderado pelo futuro líder comunista Luís Carlos Prestes. Além disso, como parte do tenentismo, uma comuna de curta duração foi formada em Manaus. Prestes foi convidado por Vargas para liderar os esforços militares de sua revolta contra a oligarquia de São Paulo, mas ele recusou; ele era contra uma aliança entre tenentes e oligarcas dissidentes. Ele se exilou na União Soviética e foi admitido como membro do PCB. Em Moscou, ele aceitou a tarefa, proposta pelo Comintern, de liderar uma revolta comunista no Brasil. 
À República Velha está associada também a frase "a Questão Social é um caso de polícia", atribuída a Washington Luís, no entanto ela foi rejeitada em entrevista dada pelo ex-presidente e numa pesquisa de Célio Debes, que põe sua origem no poeta Amadeu Amaral, como ironia de sua campanha política; essa hipótese é também contestada, e o que se sabe é que no Governo Washington Luís foi decretada a lei celerada, que restringia liberdades e mobilizações políticas da época. 

### Era Vargas (1930-1945)

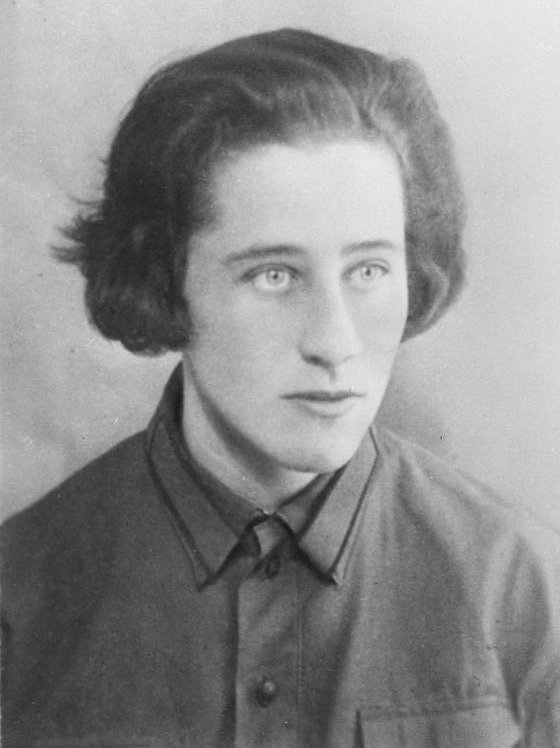
Militante germano-brasileira Olga Benário Prestes (1908–1942).

A atividade política foi altamente reprimida durante o regime de Vargas. Nos dias 23 e 27 de novembro de 1935, a revolta de Prestes (Intentona Comunista) ocorreu em Natal, Recife e Rio de Janeiro quase simultaneamente. Foi liderada pela Aliança Nacional Libertadora - ANL, organização que reunia oficiais militares antifascistas (socialistas, comunistas, liberais, progressistas e nacionalistas). Em Natal, os rebeldes chegaram a formar uma junta militar que governou a cidade por quatro dias. Segundo o relato oficial do governo Vargas, os rebeldes mataram 32 militares no Rio de Janeiro, mas o evento ainda é questionado. A repressão do levante resultou não apenas na prisão de militantes comunistas envolvidos, mas também na perseguição às forças populares em geral. 
Em 1936, Prestes e sua esposa, Olga Benário Prestes, que estava grávida, foram presos por terem participado da revolta. Benário, uma militante comunista judia alemã-brasileira, foi deportada pelo regime de Vargas para a Alemanha nazista. Benário acabou sendo morta no campo de extermínio de Bernburg em 1942; ela dera à luz alguns anos antes e sua filha Anita Leocádia Prestes foi entregue às autoridades brasileiras pelos nazistas ao um ano de idade. Com o pai ainda preso quando chegou ao Brasil, ela foi criada por sua avó paterna, Leocádia Prestes. Outra vítima do regime de Vargas foi o anarquista ítalo-brasileiro Oreste Ristori, deportado para o Reino da Itália em 1936 e morto por policiais fascistas em 2 de dezembro de 1943. 
Em 1937, Vargas impôs uma Quarta Constituição para o país, a chamada Polaca, depois que seu governo denunciou que as forças militares internacionais estavam tentando fazer uma "revolução socialista" no Brasil, no que ficou conhecido como Plano Cohen. Essa alegação falsa era um pretexto para Vargas se perpetuar no poder. Escrita pelo ministro da Justiça Francisco Campos, a Polaca foi inspirada na Constituição autoritária de abril da Polônia, e pretendia consolidar o poder executivo sobre o legislativo e o judiciário, implementando o que ficou conhecido como regime do Estado Novo. A Polaca baniu todos os partidos políticos, implementou a censura na imprensa e suprimiu ainda mais os movimentos organizados de trabalhadores e da sociedade em geral. 

### República Populista (1945-1964)

João Goulart, Presidente do Brasil de 1961 a 1964.

Após o fim do regime de Vargas, em 1945, as ideias socialistas começaram a desenvolver novamente no período pós-guerra, com a criação do partido Esquerda Democrática, que acabou por ser registrado como o Partido Socialista Brasileiro (PSB) no Tribunal de Justiça Eleitoral, em agosto de 1947. O PCB também foi novamente legalizado, mas o medo do comunismo também aumentou entre as classes média e alta no contexto da Guerra Fria. 
Em 1946, Luís Carlos Prestes se tornou o primeiro senador comunista autoproclamado do Brasil, um feito que só seria repetido sessenta anos depois, quando Inácio Arruda foi eleito para representar o Ceará. Em 1947, o PCB tinha quase 200.000 membros, tendo recebido 480.000 votos (quase 9% do total) nas eleições legislativas daquele ano. O partido, no entanto, foi denunciado como "internacionalista e, portanto, não comprometido com os próprios interesses do Brasil" por Eurico Gaspar Dutra em 1948, tendo sua licença revogada pelo Tribunal de Justiça Eleitoral. Em 1956, surgiram confrontos no partido depois que Nikita Khrushchev denunciou as políticas de Joseph Stalin no 20º Congresso do Partido Comunista da União Soviética. A faccionalização do PCB acelerou após a aprovação de um novo manifesto, em 1958, propondo novas formas de alcançar objetivos comunistas, vinculando o estabelecimento do socialismo à ampliação da democracia. Alguns de seus principais líderes, insatisfeitos com essas diretrizes, deixaram o PCB e formaram um novo partido, o Partido Comunista do Brasil (PCdoB), em 1962. Como resultado, ambas as partes afirmam ter sido estabelecidas em 1922. 
Em 1955, foi criada no Rio de Janeiro a Conferência Episcopal Latino-Americana (CELAM). Ela pressionou o Concílio Vaticano II (1962-1965) para uma posição mais socialmente orientada. A CELAM é a principal base para a fundação da teologia da libertação, que desempenharia um papel significativo na esquerda brasileira nas décadas seguintes, antes de declinar no final dos anos 90. 
Em 1961, após a renúncia de Jânio Quadros, assumiu o cargo o vice-presidente João Goulart, social-democrata com propostas de reforma popular. No entanto, ele governaria o país de fato apenas em 1963, depois que um referendo encerrou o sistema parlamentar aprovado pelo Congresso para impedir que as Forças Militares o derrubassem do cargo devido a suas visões progressistas. Durante o governo de Goulart, o presidente do PSB, João Mangabeira, tornou-se ministro da Justiça. Um golpe militar em 1964 depôs Goulart sob a acusação de que ele estava liderando uma revolução comunista com seu programa Reformas de Base. Maior adversário político de Goulart - e apoiador golpe - era Carlos Lacerda, filho de Maurício de Lacerda, fundador do PCB, que mais tarde se juntou à União Democrática Nacional (União Democrática Nacional - UDN), um partido anticomunista. 

### Ditadura militar (1964–1985)
Com o golpe de 1964, todos os partidos políticos foram banidos e as organizações socialistas tiveram que agir clandestinamente mais uma vez. A criação do bipartidarismo em 1965 por um decreto presidencial permitiu a políticos de esquerda moderados que se juntassem ao Movimento Democrático Brasileiro (Movimento Democrático Brasileiro - MDB), o partido de oposição consentida ao regime militar. 
Na segunda metade da década de 1960 e durante toda a década de 1970, socialistas e outros grupos de oposição à ditadura militar sofreram perseguição implacável. A grande maioria dos militantes de organizações armadas que lutaram contra o regime professava ideias socialistas e comunistas, que variavam do leninismo ao maoismo. Como durante a ditadura de Vargas, a guerra de guerrilha realizada por grupos comunistas, foi usada pela propaganda do regime como justificativa para a repressão. O lento processo de redemocratização iniciado por Ernesto Geisel na segunda metade da década de 1970 produziu seus primeiros ganhos na década seguinte, quando os partidos socialistas e comunistas foram mais uma vez capazes de se organizar livremente e apresentar seus próprios candidatos. 
Em janeiro de 1979, no XI Congresso dos Metalúrgicos, a proposta de lançar o Partido dos Trabalhadores (Partido dos Trabalhadores - PT), um partido socialista democrático, foi feito. Sua fundação oficial ocorreria um ano depois na escola católica Colégio Sion, em São Paulo. O PT foi resultado da aproximação entre sindicalistas da Central Única dos Trabalhadores (CUT), intelectuais, artistas, católicos influenciados pela teologia da libertação e a antiga esquerda brasileira. O partido, no entanto, pode ser descrito como um partido da Nova Esquerda, uma vez que se recusou a "seguir o caminho da velha esquerda latino-americana, na forma do movimento guerrilheiro ou stalinismo".
Em 1984, o Movimento dos Trabalhadores Sem Terra foi criado como uma reação ao fracassado programa de reforma agrária do regime militar. Esse grupo socialista cresceu rapidamente, tornando-se a maior organização de movimento social da América Latina, com cerca de 1,5 milhão de membros organizados em 23 dos 26 estados brasileiros. O PT e o MST estão intimamente ligados desde meados da década de 1980, mas se distanciaram nos últimos anos. 

### Nova República (1985–presente)
Direitos sociais e suas pautas passaram a ganhar mais atenção do estado a partir da Constituição de 1988, e as reivindicações na contemporaneidade refletem o socialismo em sentido amplo, podendo se referir às políticas desde a social democracia, como a Terceira Via e a economia de mercado social de países europeus, até a movimentos que correm no espectro à esquerda política, por exemplo o socialismo democrático e o comunismo. 
Em 1988, o seringueiro, sindicalista e ativista ambiental Chico Mendes, membro do PT e ícone da luta pela preservação da Floresta Amazônica, foi assassinado em sua casa em Xapuri, no Acre. Ele é hoje reconhecido como um dos primeiros líderes do movimento ecossocialista brasileiro. 
Nas eleições de 1989, o PT formou uma coalizão socialista com o PSB e o PCdoB e teve como candidato presidencial Luiz Inácio Lula da Silva. Embora temido pela elite por propor uma reforma agrária, Lula declarou que nem ele nem seu partido foram marxistas em um debate televisionado. O Partido Democrático Trabalhista socialista democrático, o único membro brasileiro da Internacional Socialista, que afirmou ser herdeiro real de Goulart e do Partido Trabalhista Brasileiro de Vargas, lançou Leonel Brizola como seu candidato presidencial. Lula venceu Brizola por pouco no primeiro turno e passou para o segundo turno, perdendo para o candidato neoliberal Fernando Collor de Mello. 
Após duas tentativas frustradas (perdendo ambas para Fernando Henrique Cardoso, um social-democrata, que logo aderiu à agenda neoliberal da Terceira Via), Lula acabou sendo eleito em 2002. Apesar das críticas ao seu governo por alianças com políticos de direita e por praticar algumas políticas neoliberais não-ortodoxas, que causaram a saída de algumas facções do PT, Lula afirmou que ainda tem "habilidades socialistas". Com a votação da reforma da previdência, um grupo de parlamentares e militantes não aceitou que isso fosse feito e votou contra o projeto proposto por Lula para a reforma da previdência, o que resultou na expulsão de Luciana Genro, Heloísa Helena e Babá, os quais fundaram o Partido Socialismo e Liberdade (PSOL). Em 2010, Dilma Rousseff, do PT, foi eleita a primeira mulher presidente do Brasil. Durante seu mandato, houve protestos generalizados por melhores padrões de vida, nos quais o PT foi criticado por se distanciar de movimentos sociais e organizações juvenis; para muitos, pareceu que o modelo reformista de política de esquerda do PT estava atingindo seus limites, culminando em impopularidade com denúncias de corrupção, crescente oposição política e no impeachment de Dilma em seu segundo mandato.

## Partidos socialistas e social-democratas no Brasil[14]

### Maiores
Os seguintes partidos têm mais de 350.000 membros: 
- Partido dos Trabalhadores
- Partido da Social Democracia Brasileiro
- Partido Democrático Trabalhista
- Partido Socialista Brasileiro
- Cidadania
- Partido Comunista do Brasil (PCdoB)
- Partido Verde

### Menores
Os seguintes partidos têm menos de 350.000 membros: 
- Partido Socialismo e Liberdade
- Partido Comunista Brasileiro
- Partido Socialista dos Trabalhadores Unificado
- Partido da Causa Operária
- Unidade Popular (Brasil)
- Rede